# NGC 5722
NGC 5722 ist eine 14,7 mag helle linsenförmige Galaxie vom Hubble-Typ E-S0 im Sternbild Bärenhüter. 
Sie wurde am 26. April 1830 von John Herschel entdeckt.